# Catriona Gray
Catriona Elisa Magnayon Gray, född 6 januari 1994 i Cairns, Queensland, är en australisk-filippinsk fotomodell och vinnaren av skönhetstävlingen Miss Universum 2018 där hon representerade Filippinerna. Hon har tidigare deltagit i Miss World 2016 där hon placerade sig i topp 5 efter att ha vunnit Miss World Philippines.